# Drosophila binocularis
Drosophila binocularis este o specie de muște din genul Drosophila, familia Drosophilidae, descrisă de Zhang în anul 2008. Conform Catalogue of Life specia Drosophila binocularis nu are subspecii cunoscute.